# Dinandougou
Dinandougou is een gemeente (commune) in de regio Koulikoro in Mali. De gemeente telt 21.400 inwoners (2009).
De gemeente bestaat uit de volgende plaatsen:
- Bakolé
- Banancoro
- Bougoucoro
- Bouramabougou
- Diaguinébougou
- Diècoungo
- Dinan-Bamanan
- Dinan-Marka
- Dioni
- Donéguébougou
- Doubala
- Fatiambougou
- Gossigo
- Gounando
- Kakoulé
- Kaliabougou
- Kamani
- Kassa
- Kénenkoun (hoofdplaats)
- Mamadibougou
- Ouorongo
- Sassila
- Sirimou
- Tamato
- Tidiani-Tourébougou
- Tiècoungo
- Tiécourabougou-Est
- Tiécourabougou-Ouest
- Tierkéla